# Baskijski nacionalizam
Baskijski nacionalizam (baskijski: Eusko abertzaletsuna) je politički pokret koji zagovara bilo daljnju političku autonomiju ili, uglavnom, punu neovisnost Baskije u širem smislu. U cjelini, podrška za baskijski nacionalizam je jača u baskijskoj autonomnoj zajednici i sjeverozapadnoj Navari, dok u Francuskoj Baskiji podrške nije tako jaka, ali još uvijek jako rasprostranjena.
Baskijski nacionalizam u rasponu na tri različite regije u dvije države (autonomne zajednice Baskije i Navare u Španjolskoj, te Sjeverne Baskije u Francuskoj) je "iredentističke prirode" jer favorizira političko ujedinjenje svih tih pokrajina koje su razdijeljene na dvije postojeće države.

## Prapočela
Prema nekim autorima, u sedmom stoljeću, franački kroničar Fredegarius spominje "Wasconum nationem",  iako je značenje riječi "nacija" u to doba drukčije od današnjeg.
Joannes Leizarraga, u posveti navarskoj kraljici Jeanne d'Albret u svom prijevoda Novog zavjeta (1571.) navodi :
Godine 1643. književnik Pedro de Axular navodi teritorije koji čine Baskiju, "Ceren anhitz moldez eta differenqui minçatcen baitira Euskal herrian, Naffarroa garayan, Naffarroa berrean, Çuberoan, Lapurdin, Bizcayan, Guipuzcoan, Alaba-herrian eta bertce anhitz leccutan".
Izaslanstvo Kraljevine Navare u tekstu iz 1672. u nekoliko navrata spominje izraz "Nation Bascongada" nazivajući ih "svojom djecom" kao i stanovnike "kneževine Biskaje i pokrajina Alava i Gipuskoa"
Manuel Larramendi (1690. – 1766.) je već u osamnaestom stoljeću obranio postojanje "nacije Bascongada".
Isto to je spomenuo Juan de Perochegui u svojoj knjizi objavljenoj 1769. pod naslovom "Podrijetlo Bascongada naroda i njegova jezika." ("Origen de la Nación Bascongada y de su lengua")
Landázuri iz Alave govorio godine 1780. o "país bascongado" ("baskijskoj zemlji"), a godine 1798. je objavio svoju "građansku povijest M.N. i M.L. Provincije Alava", koji označava tradicionalno neovisnost Arabu i Biskaju. Taj rad je bio vrlo kontroverzan i započeo eru književnosti u obrani neovisnosti baskijskih teritorija kkako ih je odredio Pedro Novia de Salcedo u svojoj knjizi "Obrana zakonodavne i gospodarske povijeste kneževina Biskaje i Arabe te pokrajine i Gipuzkoa" također obuhvaćajući u ovoj tezi nebaskijske autore kao što su Pérez Villamil, Vicente de la Fuente, Danvila i Collado i Oliver Hurtado. Nasuprot njima je bili Luis Salazar y Castro.
Nakon prve francuske invazije 1794. zastupnici iz Gipuskoe su tražili francusku zaštitom za formiranje neovisne pokrajine pod zaštitom Republike, što nije prihvaćeno od strane Francuza.
Izvana, godine 1801., njemački istraživač Humboldt putuje zemljom i naziva je izičito "baskijsko nacijom." Deset godina kasnije, lapurdijski senator Garat, koji je smatrao da su Baski potomci Feničana, predložio je caru Napoleonu formiranje "Nacionalna države Baska" koji će se zvati Nova Fenicija s područjima na obje strane Pirineja, koji će se grupirati u dva odjela, Novi Tir i Novi Sidon i čija bi zastava i grb bili od Navare, koji su smatrani jednim od brodova Tira i Juan Antonio de Iza Zamácola objavio je 1818. "Povijest baskijskih nacija s obje strane Pirineja i obala kantabrijskog mora ( Auch, 1818., tri sveska.)"
Upravo je izaslanstvo Navare bila ustanova koja je godine 1864. pozvala ostale tri pokrajine na sudjelovanje u zajedničkom projektu koji on naziva "Laurac bat", odnosno, "četiri su jedan".
Zuberoanac Agosti Xaho smatra se prethodnikom baskijskog nacionalizma. Godine 1836. izvodi eksplicitno formuliranje baskijskog nacionalizma u svojoj knjizi "Put Navarom tijekom ustanka Baska".
Nacionalizam se pojavio snažnije u kasnom devetnaestom stoljeću, nakon centralističke politike provođene nakon trećeg karlističkog rata, koji je dovelo do gotovo potpunog uklanjanja srednjovjekovnih autonomija i povlastica (fuerosa) .
U svojim memoarima (1852.), Francisco Espoz y Mina navodi: "Gipuzkoanci, Biskajci i Alavezi u interesu prava na državljanstva uvijek su otišli zajedno s Navarezima".
Godine 1881. Pedro de Soraluce-Zubizarreta je autor jedne od zastava Baskije (sic) s crvenom bojom koja predstavlja Navaru i bijelom koja predstavlja ostale tri provincije Bascongadas s kojom je paradirao po Parizu te godine u počast Victora Hugoa. Oznaka je popraćena zlatnom zvijezdom na svakom uglu, grbom s četiri provincije s kraljevskom krunom na svakoj četvrti glava maurskog kralja za spomen i Laurac lauburu šišmiš iznad amblema s bojama Španjolske, u znak sjećanja na baskijsko-navarsko bratstvo.
Prvo otvoreno nacionalistička politička stranka bila je EAJ - PNV nacionalistička stranka koju je osnovao 1895.  Sabin Arana , koji je favorizirao neovisnost Biskaje i konfederaciju bakijskih država Iako se u povojima temeljio načelima romantičnog nacionalizma tog vremena koji je uključivao i rasizam, trenutno se fokusira na pravo demokratskog izbora građana.

## Fuerosi i karlizam
Baskijski nacionalizam je ukorijenjen je u karlizmu i gubitka, prema zakonima iz 1839. i 1876.,  odnosa između baskijskih pokrajina u Španjolskoj i krune Španjolske. Tijekom tog vremena, reakcionarni pokret Fuerista izjasnio se za održavanje sustava povlastica i teritorijalnu autonomiju u odnosu na središnje pritiske iz liberalnih i konzervativnih vlada u Madridu. Španjolska vlada je potiskivala te privilegije nakon trećeg karlističkog rata.
Povelje (fuerosi) su bile domaći sustavi odlučivanja i pravosuđe proizašlo iz uobičajenih zakona koji su prevladavali u Pirinejima i Baskiji. Oni su prvi put evidentirani u Kraljevini Navari, koji je proširila svoj sustav do zapadnih baskijskih pokrajina u razvijenom srednjem vijeku. Na tragu kastilskog osvajanja Gipuskoe, Alave i Duranga (1200.), te privilegije su ratificirane od strane kraljeva Kastilje i djelovale kao dio baskijske pravnog sustava koji se bavio pitanjima političkih veza baskijskih okruga s krunom Kastilije. Fuerosi su jamčili odvojenost Baska u Španjolskoj s vlastitim poreznim i političkim statusom. Tako npr. Baski nisu bili vojni obveznici kastiljanske vojske, iako su mnogi sudjelovali dobrovoljno, pogotovo u mornarici, koju su vodili,  među ostalima, i baskijski moreplovci kao poput Juana Sebastiána Elcana.

## Sabin Arana
Koncept baskijskog nacionalizma rođen je iz karlističkog problema i utjecaja iz romantičarskog nacionalizma kakav je bio uobičajen u Europi u devetnaestom stoljeću.
Plodonosni ideolog tog procesa bio je Sabin Arana, osnivač baskijske nacionalističke stranke (PNV-EAJ). Do kraja 19. stoljeća Arana, dolazeći iz karlističke pozadine, stvorio je ksenofobnu ideologiju usmjerene na moralnu čistoću baskijske rase i njezinu navodnu nadmoć nad drugim Španjolaca (derivacija sustava limpieza de sangre u suvremenoj Španjolskoj), anti-liberalni katolički integrizam i duboko protivljenje doseljavanju Španjolaca u Baskiju koji je započelo s prvim fazama industrijske revolucije. Međutim, njegovi politički ciljevi su varirali a njegova revnost je znatno ublažena u vrijeme njegove smrti.
U ranom 20. stoljeću, baskijski nacionalizam se razvio iz jezgre entuzijasta (koji sami nisu bili izvorni govornici baskijskog jezika) u Bilbau kako bi agrarne karliste uključio u Biskaju i Gipuskou. Pokret je preživio bez problema diktaturu Prima de Rivere pod krinkom kulture i športskih udruga.
Baskijski nacionalizam je uspio upregnuti karlizam u potporu Katoličkoj crkvi kao barijeri protiv ljevičarskog anti-klerikalizma u većini Baskije.

## Suvremena povijest
Do početka Druge španjolske republike,  male skupine sekularnih baskijskih nacionalista posijali sjeme EAE - ANV, dok se PNV držala svog tradicionalnog katolicizma, ali se postupno prebacivao na više ugroženu političku kulturu. Godine 1936., glavni dio kršćanskih demokrata iz PNV stao je uz Drugu španjolsku Republiku u Španjolskom građanskom ratu. Obećanje o autonomiji je nadišlo ideološke razlike, pogotovo oko vjerskih stvari, a PNV odlučila podržati republikansku legalnu vladu. Autonomija je odobrena u listopadu 1936. Republikanski samostalna Baskijska Vlada je stvorena, a José Antonio Agirre (PNV) je postao kao Lehendakari (predsjednik) a ministri iz PNV i drugih republikanskih stranaka (uglavnom ljevičarskih) su postali članovi vlade.
Međutim, godine 1937., otprilike na pola rata, baskijski vojnici, tada pod kontrolom Autonomne baskijske Vlade predali su se u akciji kojom je posredovala baskijska crkva i Vatikan u Santoni u talijanskim saveznicima generala Franca pod uvjetom da baskijska teška industrija i ekonomija ostane netaknuta. Treba napomenuti da, s obzirom na tešku vojnu situaciju u to vrijeme, jedini stvarni izbor za baskijske republikance bio je između kapitulacije i potpunog uništenja njihovih snaga i masovnih odmazda nad civilima, što je bilo uobičajeno tijekom Španjolskog građanskog rata.
Tako je počelo jedna od najvažnijih, kulturno teških razdoblja baskijske povijesti u Španjolskoj, zbog doseljavanja ne-Baska iz drugih dijelova Španjolske zbog ubrzane reindustrijalizacije tijekom 1960-tih. To doseljavanje je pojačano protekcionističkim mjerama Francova režima, jer je rastuće baskijsko gospodarstvo trebalo više radnika iz drugih krajeva za popunjenje praznina u radnoj snazi. Istovremeno, baskijski jezik je zabranjen u javnoj upravi ili masovnim medijima i bio je toleriran samo u nekim folklornim ili crkvenim djelatnostima. Situacija je za baskijski jezik bila blaža u Navari i Alavi, područjima koja su podržavala Francov ustanak.
Za mnoge ljevičare u Španjolskoj, predaja baskijskih vojnika u Santoñi (Santander) je poznata kao "izdaja Santoñe". Mnogi od nacionalističkih baskijskih vojnika dobili su oprost ako se učlane u frankističku vojsku u ostatku sjeverne bojišnice. Baskijski nacionalisti su se predali, otišli u ilegalu, ili su pozatvarani, a politički vođe pokreta su pobjegli. Male skupine su pobjegli u Ameriku, Francusku i zemlje Beneluksa, od kojih se samo manjina vratila nakon obnove demokracije u Španjolskoj.
Tijekom Drugog svjetskog rata protjerana PNV vlada pokušala da se pridruže Saveznicima te se naselili u New Yorku da dobije američko priznanje i podršku, ali ubrzo nakon što je rat završio, Franco je postao američki saveznik u kontekstu hladnog rata, lišavajući PNV ikakvih šansi za osvajanje vlasti u Baskiji.

## Političko nasilje i prenesena autonomija
Godine 1959, grupa mladih nacionalista (Abertzaleak ) osnovali su separatističku skupinu ETA. Aktivizam te skupine- slike, bacanje baskijskih zastava, pamfleta – prerastao je u nasilje nakon šokantnih otkrića o mučenju bavili su se pojavile od strane španjolske policije na baskijskih aktivista tijekom represije usredinom 1960-ih. Do tada, ETA je usvajala marksističku revolucionarnu teoriju. Nadahnuta pokretima poput kubaske revolucije i Ho Chi Minha u Vijetnamu,   skupina je težila uspostavljanju neovisne socijalističke kroz nasilje. ETA-ini prvi potvrđeni atentati dogodili su se godine 1968. Na intelektualnoj razini, umjesto rase, organizacija je naglašavala ideje važnosti jezika i običaja.
Kad je Španjolska ponovno uspostavljena kao demokracija godine 1978., obnovljena je autonomija Baska, koja je postigla određeni stupanj samouprave, bez presedana u suvremenoj povijesti Baskije. Tako su, na temelju fuerosa i njihovog Statuta autonomije, Baski dobili vlastite policijske snage i upravljanje vlastitim javnim financijama, praktički bez intervencije iz središnje Vlade Španjolske. Baskijsku autonomnu zajednicu je predvodila demokršćansko PNV od osnutka u ranim 1980-tim do 2009. kad je PSE dobila vlast. U Navarri, baskijski nacionalizam nije uspio steći kontrolu nad vladom Autonomne zajednice, kojom vladavladali UPN, ali baskijske nacionalističke stranke vode mnoga vijeća male i srednje veličine.
Iako je Francuska centralizirana država, Abertzaleen Batasuna, baskijska nacionalistička stranka, je prisutna u nekim općinama kroz lokalne izbore. 

## Organizacije baskijskih nacionalista
- Amaiur, politička koalicija osnovana 2011. za opće izbore
- Aralar, ljevičarska stranka
- Askatasuna, potpora zatvorenicima iz redova ETA-e
- Batasuna, ljevičarska stranka, izvan zakona u Španjolskoj zbog veza s ETA-om. Koristila je prije imena Herri Batasuna i Euskal Herritarrok.
- Batzarre
- Bildu, politička koalicija osnovana 2011.
- Comunión Nacionalista Vasca, negdašnja politička stranka
- ELA-STV, trgovinska unija
- Enbata
- ETA
- Etxerat, rodbina i prijatelji zatočenih aktivista
- Euskadiko Ezkerra, nekdašnja politička lijeva stranka
- Euskal Ezkerra, stranka koja se odcijepila od Euskadiko Ezkerra
- Eusko Abertzale Ekintza, ljevičarska stranka
- Eusko Alkartasuna, socijaldemokratska politčka stranka
- ESAIT, podupirač baskijskim nacionalnim ekipama u različitim sportovima
- Gazte Abertzaleak, mladež stranke Eusko Alkartasuna, ali bez veza s ETA-om ili Batasunom
- Gestoras pro-Amnistía, potpora zatvorenicima iz redova ETA-e
- Herria 2000 Eliza, katolički pokret
- Ikasle Abertzaleak, skupina baskijskih studenata nacionalista
- Iparretarrak, paravojna organizacija u Sjevernoj Baskiji
- Irrintzi, paravojna organizacija u Sjevernoj Baskiji
- Jagi-Jagi, negdašnji časopis
- LAB, ljevičarska trgovinska unija
- Nafarroa Bai, Navareška politička stranka
- EAJ-PNV
- Senideak, rođaci baskijskih aktivista (većinom članova ETA-e) u zatvoru
- Segi, mladež Batasune
- Sortu, politička stranka
- Udalbiltza, skupština gradskih vijećnika
- Zutik, ljevičarska stranka